# 宮崎県立都農高等学校
宮崎県立都農高等学校（みやざきけんりつつのこうとうがっこう）は、宮崎県児湯郡都農町に所在していた公立の高等学校。

## 閉校時の設置学科
- 総合学科
  - 普通系列
    - 文系
    - 理系

  - 商業情報系列
  - 福祉系列

## 沿革
- 1952年 - 宮崎県立高鍋高等学校都農校舎として開校。
- 1955年 - 独立して宮崎県立都農高等学校となる。
- 1997年 - 総合学科を開設。
- 2013年 - 総合学科1学年3学級（定員120名）となる。
- 2021年2月27日 - 高鍋高校へ併合のための閉校式を実施[1]。

## アクセス
- 鉄道：JR日豊本線都農駅下車、徒歩10分
- バス：宮崎交通南新町バス停下車、徒歩10分